# Batalla de Saint-Denis (1567)

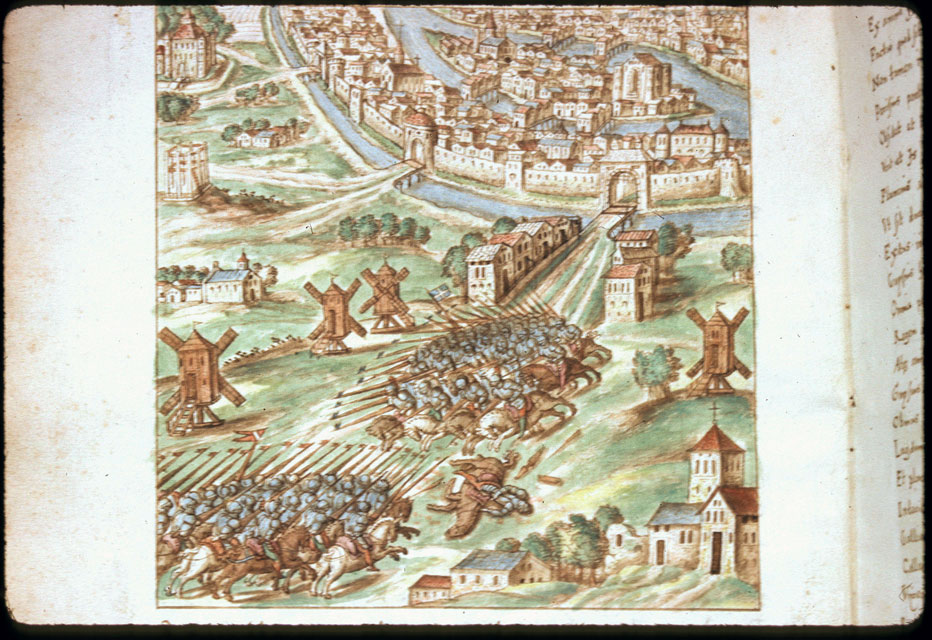
Batalla de Saint-Denis.
Miniatura de un manuscrito iluminado Carmen de tristibus Galliae, 1577, Biblioteca Municipal de Lyon.

La batalla de Saint-Denis se libró el 10 de noviembre de 1567 entre católicos y protestantes durante las guerras de religión de Francia en Saint-Denis, cerca de París, Francia.
Anne de Montmorency con 16,000 realistas cayó sobre los 3,500 hugonotes de Condé. Los hugonotes resistieron sorprendentemente durante algunas horas antes de retirarse.
Los protestantes fueron derrotados, pero el comandante católico Anne de Montmorency fue mortalmente herido. Los protestantes retrocedieron hacia el este para unirse con mercenarios alemanes.

## Preludio a la batalla

### París invirtió
Después del fracaso de los protestantes en capturar al rey en la Sorpresa de Meaux, Carlos IX y la reina madre se apresuraron a París. Deseoso de no desperdiciar su ventaja de movilización, Condé acampó en Saint-Denis el 2 de octubre, con la esperanza de matar de hambre rápidamente a la capital antes de que todo el ejército real pudiera movilizarse. Los levantamientos simultáneos en toda Francia en Orleans, Nimes y Montpellier ayudaron a la causa protestante. Condé se apoderó primero de Charenton-le-Pont , una ciudad estratégica en las afueras de París que abastecía a la ciudad de cereales y harina. Lagny-sur-Marne , Argenteuil y Aubervilliers también cayeron ante sus fuerzas, dejando París rodeada. Más lejos, Montereau, Étampes y Dreux fueron capturados, cada uno de los cuales controlaba importantes carreteras hacia la capital.
Los hugonotes quemaron molinos de viento en los suburbios de París, mientras que muchas iglesias fueron saqueadas de sus objetos de valor, alejando aún más a la población de la ciudad de su causa. Los comerciantes estaban sujetos a préstamos forzosos, mientras que los campesinos eran reclutados para trabajar en Corvée para el ejército sitiador. Mientras tanto, la ciudad de París ofreció 400.000 escudos para la causa del rey, y el clero otros 250.000 para la derrota de los hugonotes.